# Roger Fry
Pour les articles homonymes, voir Fry.
Roger Eliot Fry (14 décembre 1866 - 9 septembre 1934) est un critique et théoricien de l'art britannique, particulièrement actif dans les premières décennies du XXe siècle. Également peintre, il appartenait au Bloomsbury Group.
Établissant sa réputation d'érudit des Vieux Maîtres, il devient un défenseur des développements plus récents de la peinture française, à laquelle il donne le nom de postimpressionnisme. Il est le premier à sensibiliser le public à l'art moderne en Grande-Bretagne et à mettre l'accent sur les propriétés formelles des peintures plutôt que sur les « idées associées » évoquées chez le spectateur par leur contenu représentatif. Il est décrit par l'historien de l'art Kenneth Clark comme « incomparablement la plus grande influence sur le goût depuis Ruskin . ... Dans la mesure où le goût peut être modifié par un seul homme, il a été modifié par Roger Fry ». Le goût influencé par Fry est principalement celui du monde anglophone ; son succès réside en grande partie dans le fait d'alerter un public instruit sur une version convaincante des développements artistiques récents de l'avant-garde parisienne.
Virginia Woolf publia sa biographie en 1940.

## Biographie

### Origines
(février 2024).
Une généalogie mythique faisait remonter les Fry de Bristol au roi Édouard III via la prestigieuse lignée des Beaufort, dont ils étaient parents. Toujours est-il que cette famille de quakers trouva fortune vers le milieu du XVIIIe siècle en se lançant avec succès dans l'industrie du chocolat. D'une modeste épicerie de village naquit bientôt un empire industriel qui comprenait, outre la firme initiale, la fabrication de la porcelaine, une station de pompage et l'exploitation des premiers chemins de fer. De génération en génération, les Fry comptèrent dans leurs rangs plus d'un député, plus d'un baronnet, mais aussi, fidèles à leurs convictions religieuses, plus d'un réformateur social. Philanthropes, ils participèrent également à la fondation de l'université de Bristol.
Le père de Roger Fry, Sir Edward Fry (1827-1918), était le deuxième de quatre frères dont l'aîné dirigeait la chocolaterie tandis que lui-même, juriste de formation, occupait les fonctions de juge à la cour d'appel, avant de devenir arbitre international au Tribunal de La Haye, ancêtre de la Cour internationale de justice. Administrateur du University College de Londres, membre de la Royal Society en tant que zoologue amateur, il avait épousé Mariabella Hodgkin, sœur de l'historien Thomas Hodgkin.

### Jeunesse
Roger Fry nait à Londres le 14 décembre1866, fils du juge Edward Fry, il grandit dans une riche famille quaker à Highgate. Joan Mary Fry, militant quaker pour la paix et la réforme sociale, Agnès Fry, bryologue, astronome et illustrateur botanique, et Margery Fry, directrice du Somerville College (Oxford), figurent parmi ses frères et sœurs. Roger Fry fait ses études au Clifton College et au King's College (Cambridge) où il est membre de la société secrète des Cambridge Apostles, aux côtés de libres-penseurs qui façonnent les fondements de son intérêt pour les arts, notamment J. M. E. McTaggart et Lowes Dickinson. Après avoir suivi un premier tripos en sciences naturelles, il part à Paris, puis en Italie, pour étudier l'art. Finalement, il se spécialise dans la peinture de paysage.

### Maturité

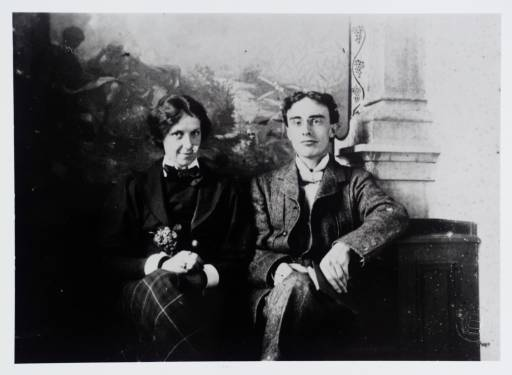
Roger Fry et son épouse Helen en 1897.

En 1896, il épouse l'artiste Helen Coombe avec qui il a deux enfants, Pamela et Julian. Helen souffre de troubles mentaux qui conduisent à son internement définitif en 1910, date à partir de laquelle Roger Fry élève seul sa fille et son fils avec l'aide de sa sœur, Joan Fry. La même année, il rencontre les artistes Vanessa Bell, peintre et décoratrice, et son mari Clive Bell, par l'intermédiaire desquels qu'il découvre le Bloomsbury Group. La sœur de Vanessa, l'auteur Virginia Woolf écrit plus tard dans sa biographie de Fry qu '« il avait plus de connaissances et d'expérience que nous tous réunis».
En 1911, il entame une liaison avec Vanessa Bell, qui se remet d'une fausse couche. Il lui offre la tendresse et les soins qui lui manquent de la part de son mari. Ils restent des amis proches pour la vie, même si le cœur de Fry est brisé en 1913, lorsque Vanessa tombe amoureuse de Duncan Grant et décide de vivre définitivement avec lui.

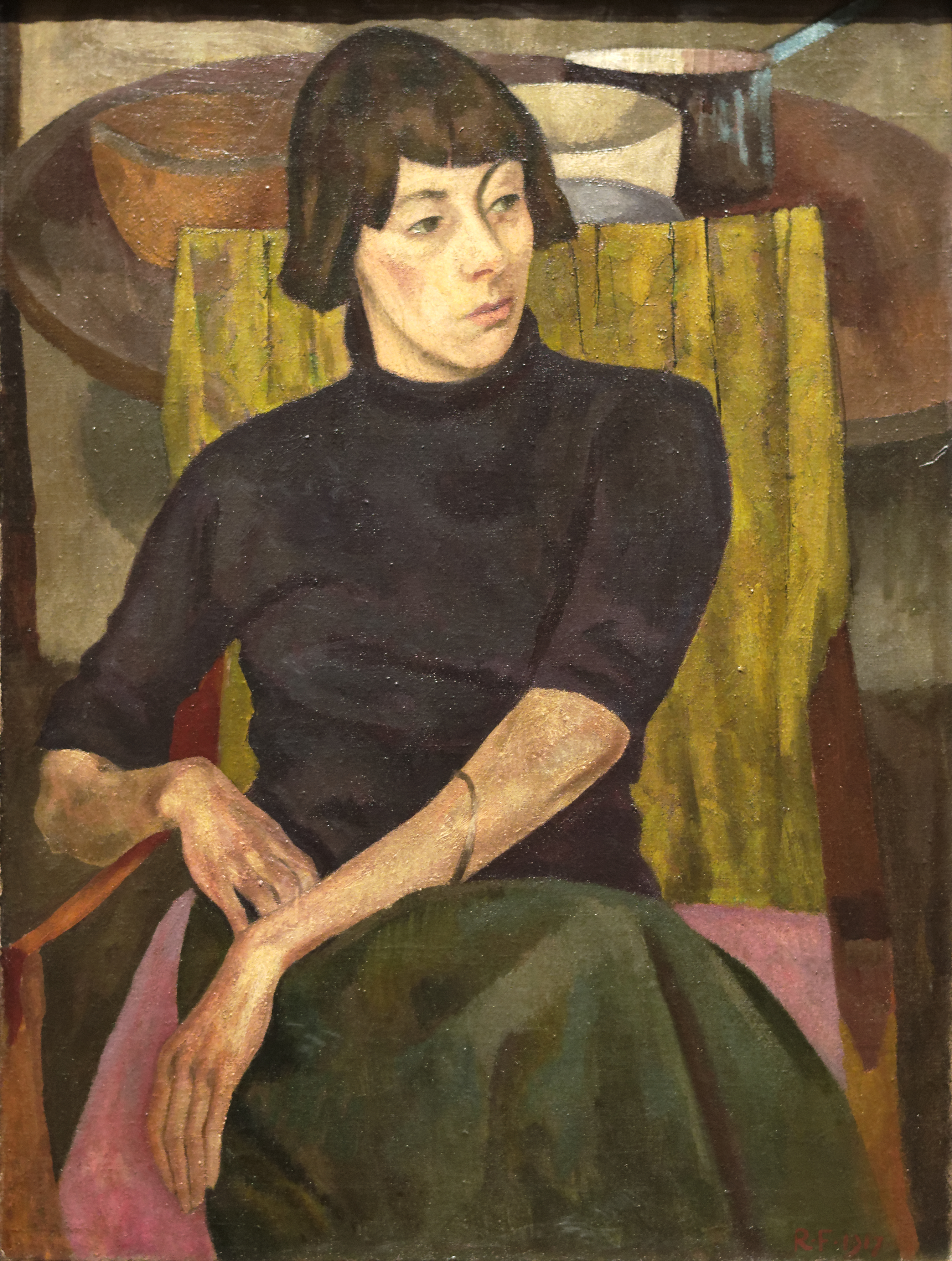
Roger Fry, Nina Hamnett, 1917.

Après une liaison avec deux jeunes artistes, Nina Hamnett et Josette Coatmellec, il fait la connaissance de Helen Maitland Anrep, ancienne épouse du peintre sur mosaïque Boris Anrep. Celui-ci, proche du Bloomsbury Group, est un ancien élève de l'Académie de la Grande-Chaumière à Montparnasse. Elle devient son point d'ancrage émotionnel pour le reste de sa vie, bien qu'ils ne se marient jamais.

### Décès
Roger Fry décède subitement le 9 septembre 1934 après une chute à son domicile de Londres. Sa mort cause une grande tristesse parmi les membres du Bloomsbury Group, qui l'apprécient pour sa générosité et sa chaleur. Vanessa Bell décore son cercueil. Ses cendres sont déposées dans le caveau de King's College Chapel à Cambridge. Virginia Woolf se voit confier la rédaction de sa biographie, une tâche qu'elle trouve difficile, car sa famille lui demande d'omettre certains faits marquants, parmi lesquels son histoire d'amour avec Vanessa Bell.

## Style pictural
Le travail de Roger Fry travail comprend quelques œuvres abstraites, mais ses meilleures œuvres sont de simples portraits naturalistes, bien qu'il ne prétende pas être un portraitiste professionnel. Il explore dans son art ses propres sensations et peu à peu, ses visions et attitudes personnelles s'affirment. Son œuvre est considérée comme procurant du plaisir, « communiquant le plaisir d'une beauté inattendue et qui tempère le sens du spectateur vers une conscience plus aiguë de sa présence ». Il ne se considère pas comme un grand artiste, « seulement un artiste sérieux avec une certaine sensibilité et du goût ». Il considère Cowdray Park comme son meilleur tableau : « la meilleure chose, d'une manière que j'ai faite, la plus complète en tout cas ».

## Carrière

### Débuts: critique d'art

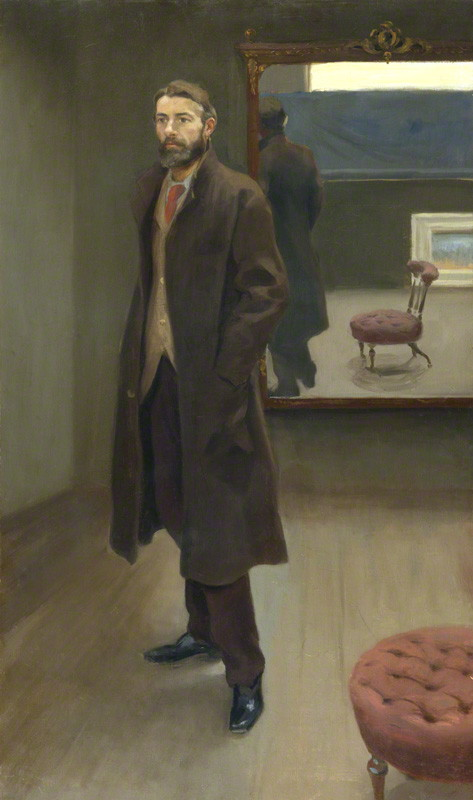
Edward Carpenter, 1894.

Roger Fry publie ses premiers articles dans des revues relativement confidentielles comme The Dome. Dans les années 1900, il commence à enseigner l'histoire de l'art à la Slade School of Fine Art de University College de Londres. 
En 1903, il participe avec Bernard Berenson et Herbert Horne à la fondation de The Burlington Magazine, la première revue scientifique consacrée à l'histoire de l'art en Grande-Bretagne. Il en est le co-éditeur entre 1909 et 1919, d'abord avec Lionel Cust, puis avec Cust et More Adey, mais son influence se poursuit jusqu'à sa mort : il fait partie du comité consultatif du Burlington depuis ses débuts ; lorsqu'il le quitte comme rédacteur, à la suite d'un différend avec Cust et Adey concernant la politique éditoriale sur l'art moderne, il peut user de son influence sur le comité pour choisir le successeur qu'il juge approprié, Robert Rattray Tatlock. Il écrit dans The Burlington de 1903 jusqu'à sa mort, publiant plus de deux cents articles sur des sujets éclectiques. – des dessins d'enfants à l'art bushman. Dans les pages du Burlington, il est également possible de suivre son intérêt croissant pour le postimpressionnisme.
La réputation ultérieure de Fry en tant que critique repose sur les essais qu'il écrit sur les peintres postimpressionnistes. An essay in Aesthetics est considéré comme sa déclaration théorique la plus importante, l'un des écrits de Fry sur l'art s'étendant sur une période de vingt ans, publié en 1920. Dans An essay in Aesthetics, Fry soutient que la réponse ressentie lors de l'examen d'une œuvre d'art vient de la forme de l'œuvre ; ce qui signifie que c'est l'utilisation de la ligne, de la masse, de la couleur et du dessin dans sa globalité qui suscite une réponse émotionnelle. Son plus grand don est sa capacité de percevoir les éléments qui donnent son importance à un artiste. 
Roger Fry est également un écrivain né, capable de communiquer ses observations sur l'art ou les êtres humains à ses amis et à sa famille.

### Exposition «Manet et les postimpressionnistes»

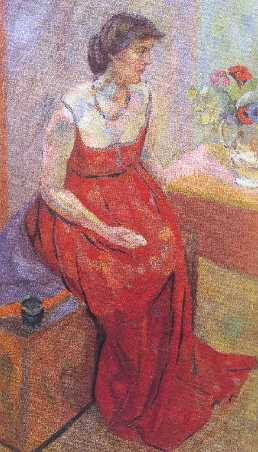
Roger Fry, Vanessa Bell, 1916

En novembre 1910, Fry organise l'exposition « Manet et les postimpressionnistes », terme dont il est l'auteur, aux Grafton Galleries de Londres. Cette exposition est la première à mettre en évidence Paul Gauguin, Paul Cézanne, Henri Matisse et Vincent van Gogh en Angleterre et à présenter leurs œuvres  au public. Elle exerce une influence considérable sur le goût du public britannique, tout en étant fraîchement accueillie par la critique et le public qui n'est pas habitué à l'époque à ce type d'œuvres. Desmond MacCarthy, le secrétaire de l'exposition déclare qu'« en présentant au public britannique les œuvres de Cézanne, Matisse, Seurat, Van Gogh, Gauguin et Picasso, il a brisé pour longtemps sa réputation de critique d'art. Des gens aimables le qualifiaient de fou, et rappelaient aux autres que sa femme était dans un asile. La majorité l'a considéré comme un renverseur de la morale et de l'art, et un auto-publicitaire flagrant ». Pourtant, l'étrangeté du « post-impressionnisme » disparaît inévitablement et l'exposition sera finalement considérée comme un moment critique pour l'art et la culture. Virginia Woolf déclare plus tard : « Vers décembre 1910, le caractère humain a changé », faisant référence à l'effet que cette exposition a eu sur le monde.
Roger Fry enchaîne avec la deuxième exposition postimpressionniste en 1912. Il est patronné par Lady Ottoline Morrell, avec qui il a une liaison éphémère.
Il possède une maison appelée Durbins près de Guildford qui comprend des éléments de sa propre conception : des toilettes à chasse d'eau, le chauffage central et des monte-plats. Il emploie Lottie Hope et Nellie Boxall (en 1912) comme jeunes domestiques jusqu'en 1916, date à laquelle il ne peut plus entretenir la maison. Lottie et Nellie vont travailler pour Leonard et Virginia Woolf sur sa recommandation.

### Omega Workshops
En 1913, il fonde les Omega Workshops, un atelier de design basé à Fitzroy Square à Londres, avec Vanessa Bell et Duncan Grant et d'autres artistes du Bloomsbury Group. Il s'agit d'un collectif de design expérimental dans lequel tout le travail est anonyme, ainsi que tout ce qui est produit dans les ateliers, des articles ménagers décoratifs audacieux allant des tapis à la céramique et des meubles aux vêtements, portant uniquement la lettre grecque Ω (Omega). Comme Fry le dit à un journaliste en 1913 : « Il est temps que l'esprit ludique soit introduit dans les meubles et les tissus. Nous avons trop longtemps souffert de choses ennuyeuses et stupidement sérieuses. » Outre des personnalités de la haute société telles que Lady Ottoline Morrell et Maud Cunard, les autres clients comprennent Virginia Woolf, George Bernard Shaw, H. G. Wells, William Butler Yeats et E. M. Forster, ainsi que Gertrude Stein, avec qui Fry partage son amour pour l'art contemporain lors d'une de ses visites à Londres dans les années 1910. Les ateliers rassemblent également les artistes Wyndham Lewis, Frederick Etchells, Edward Wadsworth et Henri Gaudier-Brzeska, qui, à la suite d'une querelle entre Fry et Wyndham Lewis, crée The Rebel Art Center en 1914, une entreprise rivale, pour former le mouvement Vorticisme. Les ateliers restent ouverts pendant la Première Guerre mondiale mais ferment en 1919.
La Courtauld Gallery abrite l'une des plus importantes collections de dessins et d'objets décoratifs réalisés par les artistes des Omega Workshops. Elle organise en 2017 une exposition « Bloomsbury Art and Design » qui présente une large sélection d'objets en sa propriété, dont beaucoup ont été léguées au Courtauld Institute of Art par Roger Fry. Une exposition antérieure en 2009, « Beyond Bloomsbury: Designs of the Omega Workshops 1913-19 » (« Au-delà de Bloomsbury : dessins des ateliers Omega 1913-19 »), contenait la plus grande collection de dessins survivants des Omega Workshops, léguée à la Courtauld Gallery par la fille de Fry, Pamela Diamand, en 1958.

### Après la guerre
La London Artists' Association est créée en 1925 par Samuel Courtauld et John Maynard Keynes à l'instigation de Roger Fry, qui est un ami des deux hommes et les conseille pour leurs collections d'art,. Roger Fry célèbre son association avec Samuel Courtauld dans The Burlington Magazine après que Courtauld ait doté l'université de Londres d'une chaire d'histoire de l'art, pour en faire le premier centre britannique d'étude de l'histoire de l'art, ce que Fry accueille comme une « réalisation inattendue d'un espoir longtemps chéri ». En 1933, il occupe la chaire Slade pour l'enseignement des beaux-arts à l'université de Cambridge, poste qu'il avait vivement souhaité.
En septembre 1926, il écrit un essai sur Seurat dans The Dial. Il passe également dix ans à traduire, « pour son propre plaisir », les poèmes du poète symboliste Stéphane Mallarmé. Entre 1929 et 1934, la BBC diffuse une série de douze émissions dans lesquelles il exprime sa conviction que l'appréciation de l'art doit commencer par une sensibilité à la forme plutôt qu'une inclination à louer l'art de la haute culture. Il soutient également qu'une sculpture africaine ou un vase chinois mérite tout autant d'être étudié qu'une sculpture grecque.
Deux de ses essais, Vision and Design (1920) et Transformations (1926), contribuent également à faire découvrir la peinture française contemporaine.

## Hommage et postérité

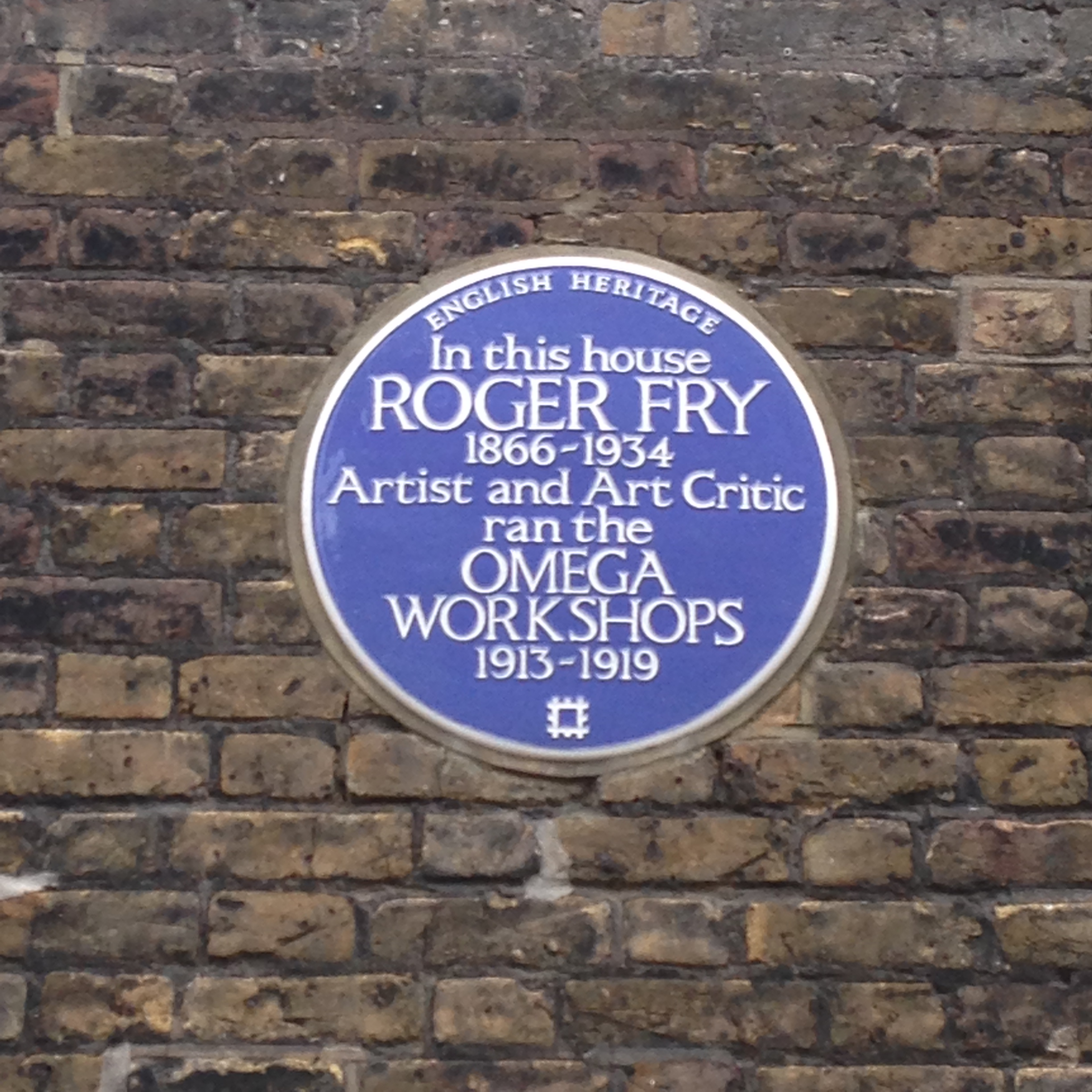
Plaque bleue du English Heritage pour Fry et ses Omega Workshops au 33 Fitzroy Square, Fitzrovia, London Borough of Camden.

La toile Les Petits Prés au printemps, By par Alfred Sisley, dont le précédent propriétaire est Arthur Tooth & Sons à Londres, est offerte à la National Gallery par souscription en sa mémoire en 1936.
Ses œuvres peuvent être vues à la Tate Britain, à l'Ashmolean Museum, à la Leeds Art Gallery, à la National Portrait Gallery, à la Scottish National Gallery of Modern Art, à la Manchester Art Gallery, au Somerville College, au musée de Nouvelle-Zélande Te Papa Tongarewa et à la Courtauld Gallery qui a acheté l'Autoportrait de 1928 avec l'aide de l'Art Fund  et d'autres en 1994.
La collection de Roger Fry de peintures et d'objets d'art décoratifs légués à Courtauld, contient également des photographies conservées à la bibliothèque Conway, qui est en train de numériser sa collection d'images, principalement architecturales, dans le cadre d'un projet plus large.  
Les lithographies produites par Roger Fry de 1927 à 1930 sont conservées à la Tate Britain et au Musée de Nouvelle-Zélande Te Papa Tongarewa ; elles ont été dessinées en France (à l'exception d'une du Trinity College de Cambridge) et beaucoup ont été publiées dans le portfolio Ten Architectural Lithographs.
Une blue plaque a été dévoilée sur Fitzroy Square le 20 mai 2010.

## Ouvrages
- Vision and Design, 1920
- Transformations, 1926
- « Le développement de Cézanne », 1926
- Cézanne : A Study of His Development, 1927
- Henri Matisse, 1930
- French Art, 1932
- Reflections on British Painting, 1934

## Galerie

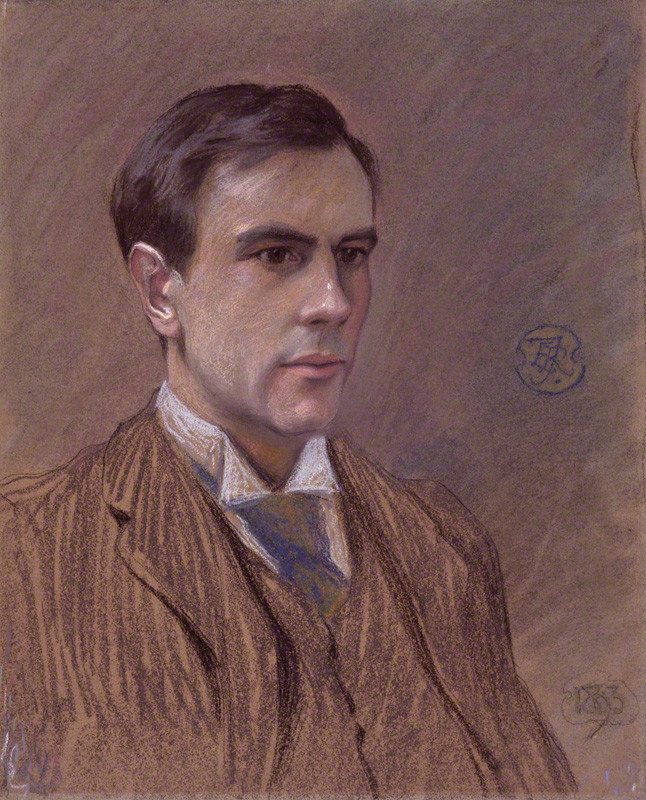
Lowes Dickinson (1893).
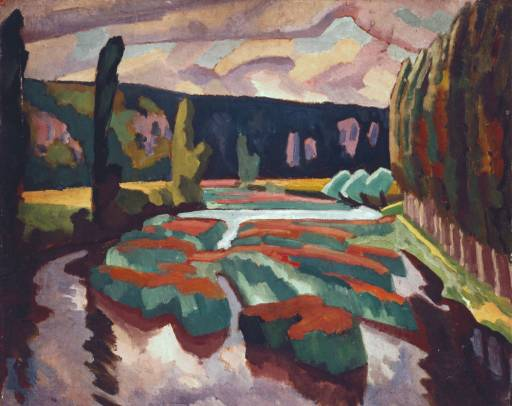
River with Poplars (vers 1912).
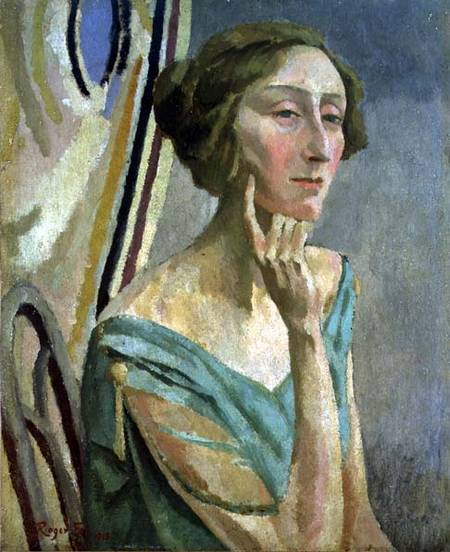
Edith Sitwell, (1915).
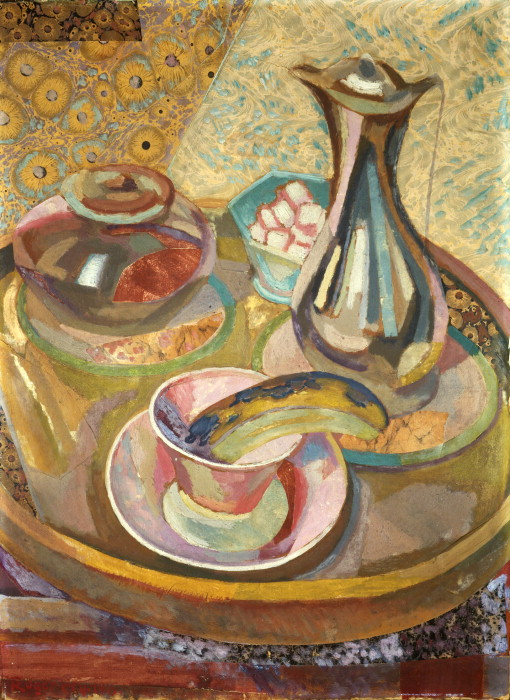
Nature morte (1915).
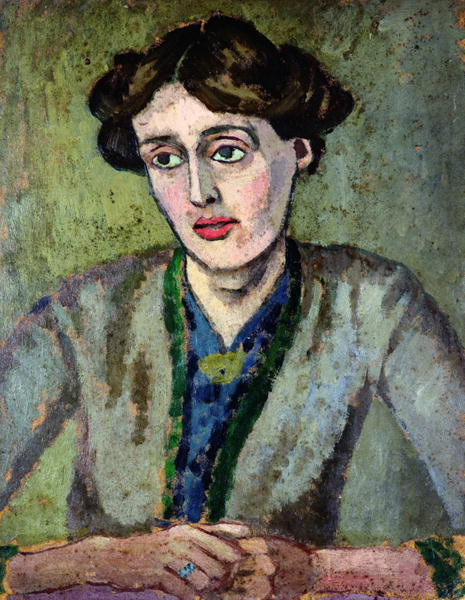
Virginia Woolf, (1917).
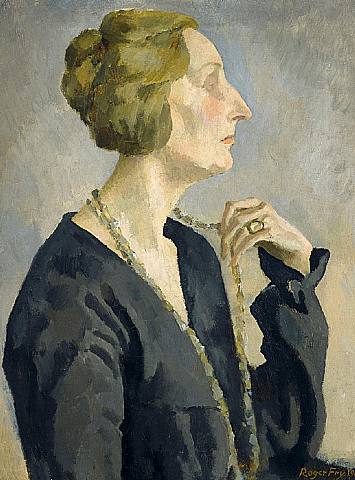
Edith Sitwell, (1918).
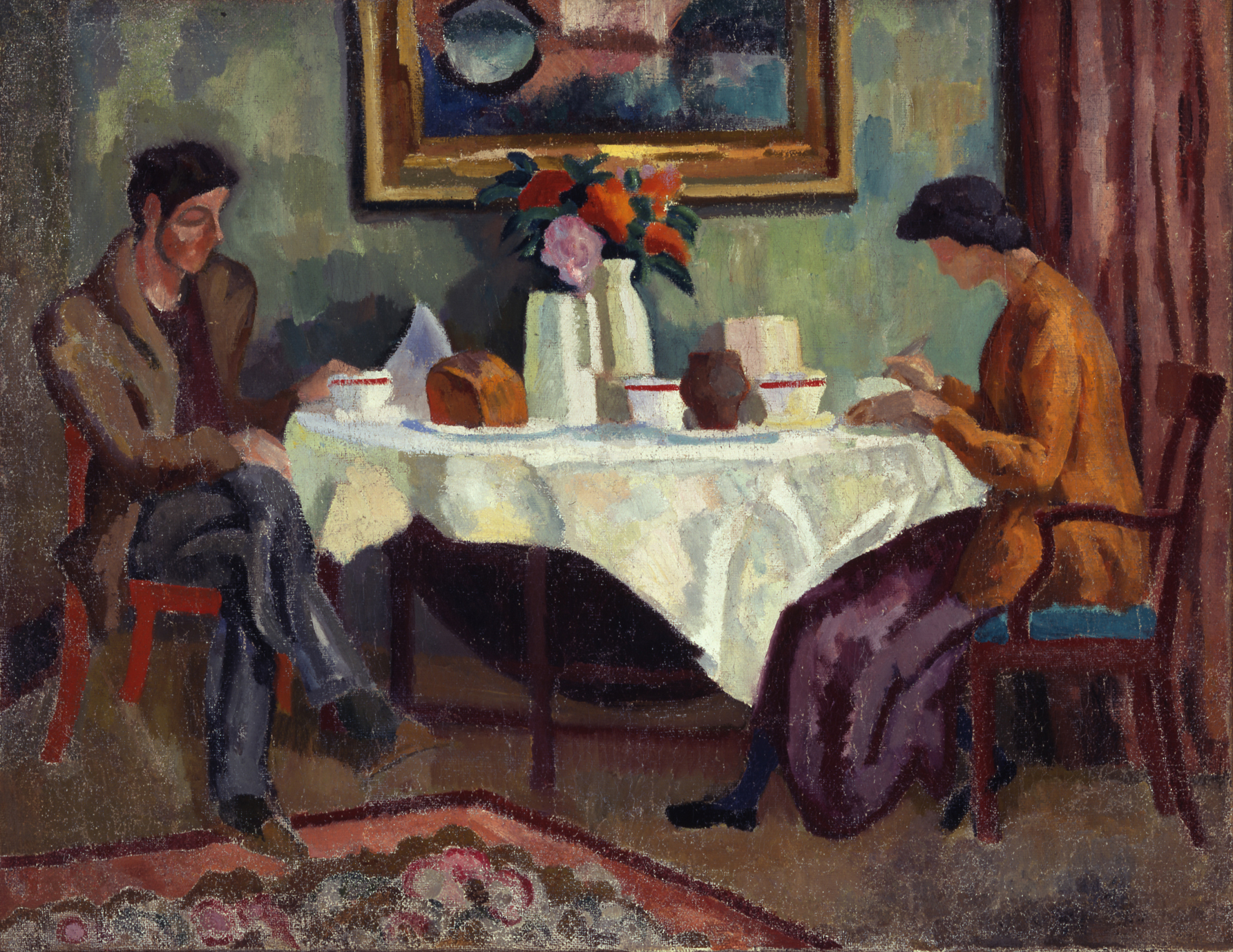
The Breakfast Table (vers 1918).
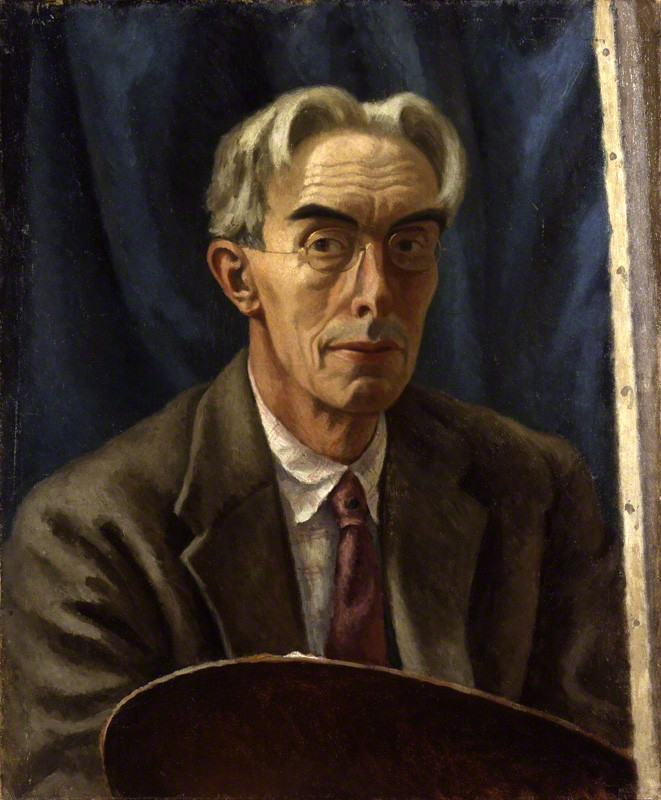
Roger Fry, (1930–1934).